# Anyphaena numida
Anyphaena numida es una especie de araña del género Anyphaena, familia Anyphaenidae. Fue descrita científicamente por Simon en 1897.
Se distribuye por España, Portugal, Francia y Reino Unido. La especie se mantiene activa durante los meses de enero, febrero, junio, agosto, septiembre, octubre, noviembre y diciembre.